# Le Mans (film)
Le Mans (titlul original: Le Mans) este un film american despre Cursa de 24 de ore de la Le Mans din 1970 , bazat pe o idee a actorului și co-producătorului Steve McQueen. Premiera filmului realizat de regizorul Lee H. Katzin a avut loc la 9 octombrie 1971 și este considerat împreună cu filmul Marele Premiu din 1966 ca fiind unul dintre cele mai renumite filme de curse automobilistice și totodată un document despre sporturile auto din acea epocă.

## Conținut
Filmul Le Mans, tratează desfășurarea cursei tradiționale de anduranță de 24 ore de la Le Mans, care are loc în orașul cu același nume din nord-vestul Franței. Filmul de lung metraj  are caracter de documentar, se limitează cu excepția unor flashback-uri la descrierea cursei din 1970 (fictivă), folosindu-se scene din cursa reală. Este vorba de rivalitatea dintre pilotul american Michael Delaney conducând un Porsche 917, care a provocat un accident la cursa din anul anterior, unde prietenul și colegul său de curse Piero Belgetti a avut un accident fatal, și rivalul său german Erich Stahler, pe Ferrari 512S, cu care se duelează aprig pe pista circuitului. Delaney este încă traumatizat de cele întâmplate, iar sentimentele sale se află în conflict între senzația de vinovăție și ambiția de a câștiga cursa, dar totuși el ia startul din nou în cursa Le Mans. Ca o a doua temă, filmul dezvoltă o legătură între Delaney și văduva prietenului său, Lisa Belgetti, care este de asemenea împovărată de moartea soțului. Filmul prezintă de asemenea, printr-un stil parțial documentar, îndrăzneala și pericolele pe care mulți piloți proeminenți au trebuit să le plătească cu viața lor, dar și dificultățile începuturilor acestui sport. Pe fondul numeroaselor și amplelor secvențe din concurs, spectaculoase pentru acel timp, sunt intercalate parțial prin inserții scurte, dialogurile și acțiunea, care trec totuși în planul doi. Astfel, în primele 38 de minute, nu există niciun dialog.

## Distribuție
- Steve McQueen – Michael Delaney
- Siegfried Rauch – Erich Stahler
- Elga Andersen – Lisa Belgetti
- Ronald Leigh-Hunt – David Townsend
- Angelo Infanti – Lugo Abratte
- Carlo Cecchi – Paolo Scadenza
- Fred Haltiner – Johann Ritter
- Louise Edlind – Anna Ritter
- Luc Merenda – Claude Aurac
- Christopher Waite – Larry Wilson
- Jean-Claude Bercq – Paul-Jacques Dion

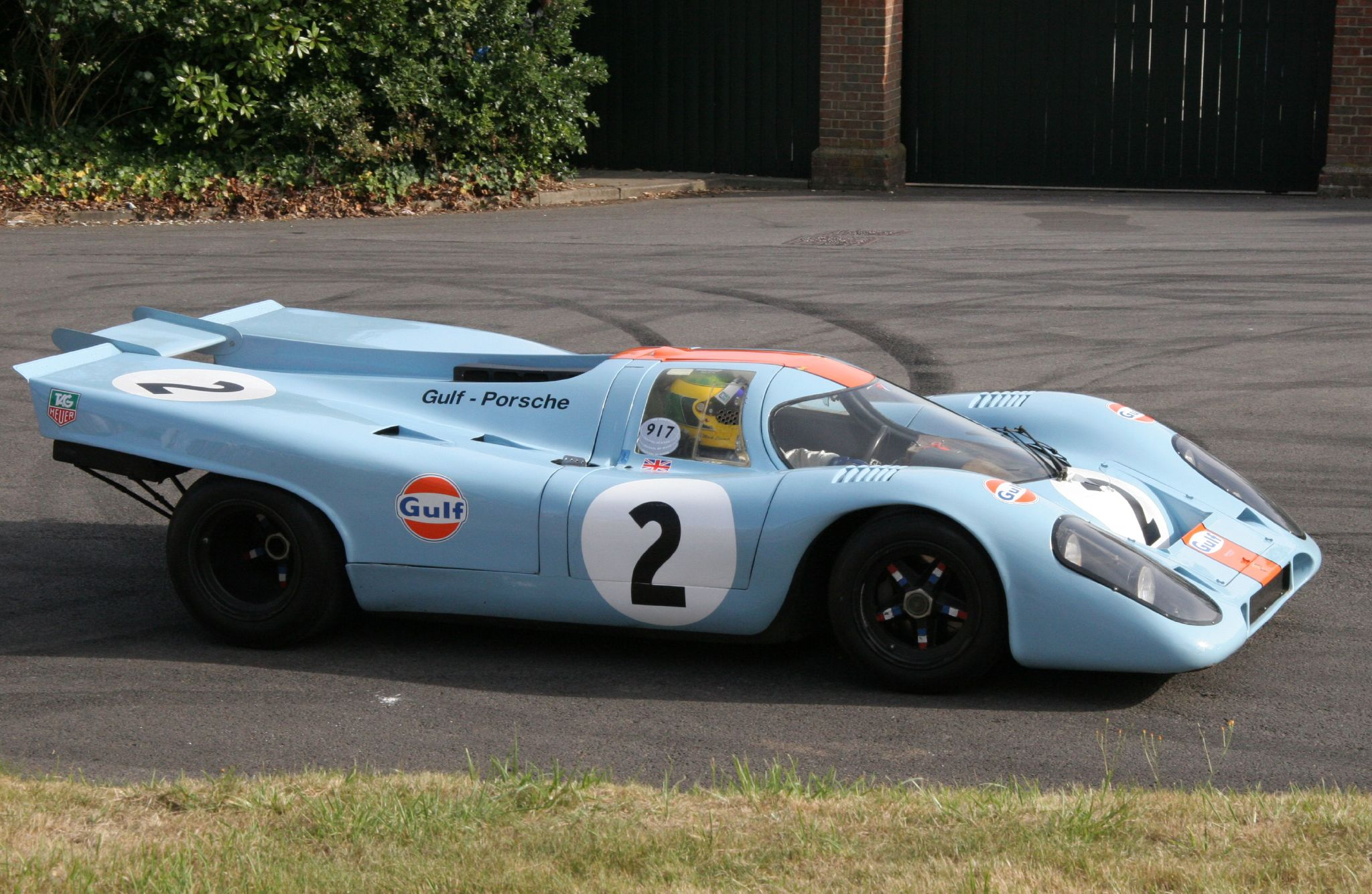
Un Porsche 917 - Gulf

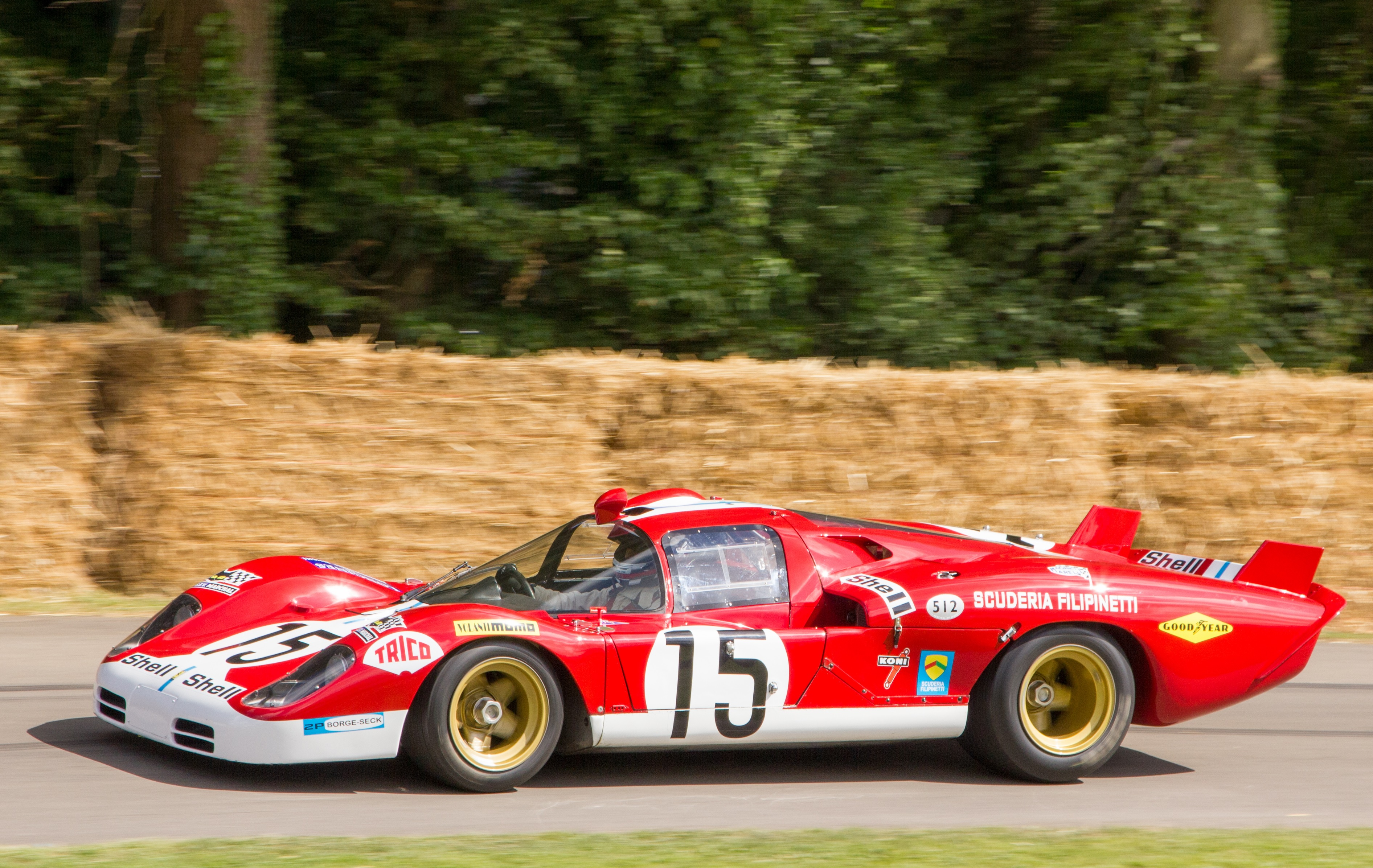
Un Ferrari 512 S

- Michele Scalera – Vito Scaliso
- Gino Cassani – Loretto Fuselli
- Alfred Bell – Tommy Hopkins

## Premii și nominalizări
- Globul de Aur 1972 : nominalizare la Premiul Globul de Aur pentru cea mai bună coloană sonoră pentru Michel Legrand[1]